# Atelocauda shivasii
Atelocauda shivasii är en svampart som beskrevs av J. Walker 2001. Atelocauda shivasii ingår i släktet Atelocauda och familjen Pileolariaceae.   Inga underarter finns listade i Catalogue of Life.